# Hebreos 7

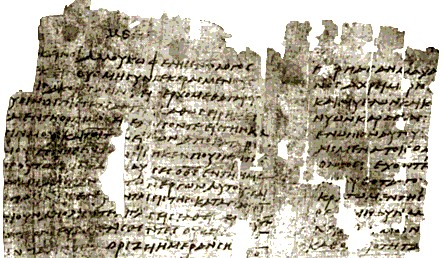
Epístola a los hebreos 2:14-5:5; 10:8-22; 10:29-11:13; 11:28-12:17 en Papiro 13 (AD 225-250)

Hebreos 7 es el séptimo capítulo de la Epístola a los Hebreos del Nuevo Testamento de la Biblia cristiana. El autor es anónimo, aunque la referencia interna a «nuestro hermano Timoteo» (Hebreos 13:23) provoca una atribución tradicional a Pablo, pero esta atribución se discute desde el siglo II y no hay pruebas decisivas de la autoría.{ Este capítulo contiene la exposición sobre la superioridad del Sacerdocio de Cristo a través de Melquisedec al Sacerdocio Levítico.

## Texto
El texto original fue escrito en griego koiné. Este capítulo está dividido en 28 Versículos.

### Testigos textuales
Algunos manuscritos antiguos que contienen el texto de este capítulo son:
- Papiro 46 (175-225; completo)[5]
- Codex Vaticanus (325-350)
- Codex Sinaiticus (330-360)
- Codex Alexandrinus (400-440)
- Codex Ephraemi Rescriptus (~450; Versículos 1-25 existentes)
- Codex Freerianus (~450; existen los versículos 1-2, 7-11, 18-20, 27-28)
- Codex Claromontanus (~550)